# Гурова, Виктория Павловна
Викто́рия Па́вловна Гу́рова (бел. Вікторыя Паўлаўна Гурава; р. 30 января 1984, Минск БССР) — белорусская волейболистка, связующая. Мастер спорта Республики Беларусь международного класса.

## Биография
Виктория Гурова начала заниматься волейболом в 1995 году в ДЮСШ «Спартак» города Минска у тренера Анжелики Ивановны Кухарской. Своих первых успехов волейболистка достигла под руководством Владимира Козлова: бронзовые медали на чемпионате Европы 2001 года в составе юниорской сборной Беларуси, а в 2002 — «бронза» уже на молодёжном первенстве континента. В 2001 и 2003 Гурова также участвовала в чемпионатах мира среди юниорских и молодёжных сборных, соответственно. В 2001 в 17-летнем возрасте спортсменка дебютировала в национальной сборной Беларуси, приняв участие в квалификации чемпионата Европы-2001.
Профессиональная клубная карьера началась в 2000 в минской «Славянке», за которую выступала до расформирования команды в 2006 году. За шесть сезонов волейболистка трижды выигрывала медали белорусского национального первенства, в том числе золотые в 2005. После декретного отпуска, связанного с рождением дочери, в 2007—2008 играла за гомельскую «Гомельдрев-Надежду» в чемпионате Беларуси.
В 2008—2010 Виктория Гурова выступала за азербайджанскую «Рабиту» в составе которой дважды становилась чемпионкой Азербайджана, а также победителем Кубка вызова ЕКВ и призёром Кубка Европейской конфедерации волейбола.
С сезона 2010/11 Виктория Гурова продолжила карьеру в России. В 2011 в составе череповецкой «Северстали» стала победительницей турнира высшей лиги «А» чемпионата России, а в следующем сезоне выступала за череповецкую команду в суперлиге российского волейбольного первенства.
В 2012—2013 — игрок липецкого «Индезита», а 2013—2016 — вновь в череповецкой «Северянке» (бывшая «Северсталь»).
После 2016 года переехала с семьёй в Великобританию и с 2018 выступает за «Даркстар Дербишир» (Дерби) в чемпионате Англии.

## Игровая карьера
- 2000—2006 —  «Славянка» (Минск);
- 2007—2008 —  «Надежда-Гомельдрев» (Гомель);
- 2008—2010 —  «Рабита» (Баку);
- 2010—2012 —  «Северсталь» (Череповец);
- 2012—2013 —  «Индезит» (Липецк);
- 2013—2016 —  «Северянка» (Череповец);
- 2013—2016 —  «Северянка» (Череповец).
- с 2018 —  «Даркстар Дербишир» (Дерби).

В сборной Беларуси выступала в 2001—2015 годах.

## Достижения

### В составе сборных
- Бронзовый призёр чемпионата Европы среди девушек (2001).
- Бронзовый призёр чемпионата Европы среди молодёжных команд (2002).
- Участница чемпионатов мира среди юниоров (2001) и молодёжных команд (2003).
- В составе сборной Беларуси — участница финальных турниров чемпионатов Европы 2007 и 2015, а также отборочных турниров шести европейских первенств (2001, 2003, 2005, 2007, 2011, 2013), квалификации чемпионата мира 2006 и европейской олимпийской квалификации 2008.

### В составе клубов
- Чемпионка Беларуси 2005:
  - серебряный (2004) и бронзовый (2006) призёр чемпионатов Беларуси;
- Двукратная чемпионка Азербайджана — 2009, 2010.
- Победитель Кубка вызова ЕКВ 2009.
- Бронзовый призёр Кубка европейской конфедерации волейбола 2010.